# کارنو (کومونه)
کارنو (به ایتالیایی: Carenno) یک کومونه در ایتالیا است که در استان لکو واقع شده‌است.

## خصوصیات
کارنو ۷٫۹ کیلومترمربع مساحت و ۱٬۴۷۶ نفر جمعیت دارد و ۶۳۵ متر بالاتر از سطح دریا واقع شده‌است.